# Sebastian Reinhart
Sebastian Reinhart (* 1985 in Passau) ist ein Investigativjournalist, der für die Wochenzeitschrift NEWS arbeitet. Er ist für seine Recherchen zu René Benko und dessen Firmen- und Stiftungsgeflecht bekannt. Er arbeitet eng mit Rainer Fleckl von der Kronen Zeitung zusammen.

## Laufbahn
Sebastian Reinhart studierte Politikwissenschaft und Wirtschaftsrecht an der Universität Innsbruck. Er war unter anderem Referent für Untersuchungsausschüsse für den Parlamentsklub der Neos im österreichischen Nationalrat während der Aufarbeitung der Hypo-Alpe-Adria-Affäre. Nach einer Stelle als stellvertretender Leiter für investigative Recherchen bei der Recherche-Plattform Addendum, wo er 2018 begann sich mit der Signa-Gruppe zu befassen, war er für das Nachrichtenmagazin Der Spiegel tätig. Er arbeitet derzeit für das Nachrichtenmagazin News, hauptsächlich an Recherchen zu René Benko, dessen Signa Holding, dessen Privatvermögen und die vier von ihm ins Leben gerufenen Stiftungen in Österreich und Liechtenstein sowie die entsprechenden Insolvenzverfahren. Sebastian Reinhart arbeitet intensiv mit Rainer Fleckl zusammen, der in der Kronen Zeitung publiziert. Die meisten Enthüllungen werden zeitgleich in beiden Medien veröffentlicht. Die Enthüllungen wurden international aufgegriffen in Neue Zürcher Zeitung, Wirtschaftswoche, Frankfurter Allgemeine Zeitung, Capital und vom NDR.
Sein Arbeitgeber Addendum wurde wegen Reinharts Enthüllungen mehrfach von René Benko geklagt – auf Unterlassung und Widerruf wegen Ehrenbeleidigung und Kreditschädigung. Der Podcast trug den Titel Das Benko-Prinzip und wurde am 25. März 2019 veröffentlicht.
Am 20. April 2024 erschien das Buch Inside Signa, verfasst gemeinsam mit Rainer Fleckl, welches bis Jahresende die 6. Auflage erreichte. Das Buch erreichte rasch Platz 1 der offiziellen Bestsellerliste des österreichischen Buchhandels und mehrere Monate auf der Bestseller-Liste des Manager Magazins und des Schweizer Wirtschaftsmagazins Bilanz. Die Filmrechte wurden an die Constantin Film verkauft.

## Buch
- mit Rainer Fleckl: Inside Signa. Aufstieg und Fall des René Benko. Edition a, Wien 2024, ISBN 978-3-99001-771-5.

## Auszeichnungen (Auswahl)
- 2024: Bei der Wahl zum Journalist des Jahres erhielt Reinhart zusammen mit Rainer Fleckl den Sonderpreis, weil sie vorbildhaft die Verflechtungen zwischen Wirtschaft und Politik in Österreich ans Licht gebracht haben.[12][13]
- 2024: Österreichischer Zeitschriftenpreis in der Kategorie ‚Politik und Wirtschaft‘ gemeinsam mit Rainer Fleckl.[14]